# Pseudopanthera flavaria
Pseudopanthera flavaria là một loài bướm đêm trong họ Geometridae.